# Nobu Su
Nobu Su (Chinese: 蘇信吉) est le PDG et propriétaire de la compagnie maritime basée à Taipei Today Makes Tomorrow (TMT), (jadis Taiwan Maritime Transportation). 

## Formation académique
Il a obtenu une licence en économie à l'Université Keio à Tokyo, au Japon et a obtenu un MBA de l'Institut international de gestion (IMD) de 1982.

## Entrepreneuriat
Nobu Su a récemment lancé OceanNet, un système qui permet la transmission et la réception de données via un réseau de communications mobiles offshore. OceanNet a été initialement conçu comme un réseau de communications rentable navire-terre permettant aux équipages de contacter leurs familles, mais aussi de l'utiliser dans les transmissions navire-navire pour la sécurité.[citation nécessaire]
En 2002, Su a déposé le premier ldes trois brevets pour OceanNet. Des brevets ont été enregistrés au Royaume-Uni (2002), aux États-Unis (2004) et en Corée (2009). 
Les progrès réalisés dans le cloud ont permis d'augmenter l'efficacité d'OceanNet sur le système AIS actuellement utilisé par l'industrie du transport maritime.[citation nécessaire]
Su a également conçu une structure de câblage passant sous le pont pour les navires, qu'il a breveté au Japon, en Corée et en Chine. Il a permis d'autoriser les compagnies maritimes de transport à l'utiliser sans licence. Le système de câblage sous le pont de Lee est actuellement en cours d'utilisation commerciale. 
LSu a déposé un brevet pour une technologie appelée TimeStamp qui vise à éliminer la fraude par e-mail avec une signature temporelle unique pour les utilisateurs.
TMT a des intérêts dans Forward Freight Agreements (FFA) sur le marché mondial.
Le 19 avril 2011, Su a reçu la récompense du Lifetime Achievement for Entrepreneurship lors de la conférence internationale ShipTek.

## Entreprise de transport maritime
En tant que président de TMT, Nobu Su a agrandi sa flotte de navires avec différents types de navires. La société exploite maintenant plus de 20 navires, y compris des méthaniers, des pétroliers TGTB (très grands transporteurs de brut), des cimentiers et des rouliers.
M. Su a également transformé TMT en un opérateur leader dans le secteur des tankers et du transport de cargaisons sèches. Sous sa direction, TMT a élargi sa flotte pour inclure les transporteurs de cargaisons sèches, les très grands transporteurs de brut, les transporteurs de fret, les transporteurs de gaz naturel liquéfié, les rouliers et les cimentiers En plus d'augmenter les capacités de service de TMT, avec des clients tels que Chevron, M. Nobu Su Lee a transformé TMT en un leader mondial dans l'industrie du transport maritime international. Sous sa direction, TMT est devenu comme l'un des participants majeurs sur le marché mondial des dérivés de fret (marché FFA). M. Su a reçu le nom de "M. Controverse" sur le marché FFA.
Les achats de navires les plus récents ont été faits dans des navires de cargaisons sèches Capesize et des pétroliers. TMT a un certain nombre de partenaires commerciaux et de charters parmi les entreprises comme Chevron  et COA, pour le transport de pétrole brut et de ciment.

## Questions juridiques
En juin 2013, Su a déposé un dossier selon le Chapitre 11 de la protection des faillites américaine après avoir été mis sous pression par les créanciers taïwanais, puis en 2015, il a fait appel d'un jugement de 47 millions de dollars dans une affaire de longue date contre Lakatamia.

## Activisme pan-asiatique
Nobu Su est basé à Taïwan et considère le pays comme un acteur majeur de l'industrie maritime mondiale. Il vise à accroître l'exploitation, la visibilité et le rayonnement des entreprises asiatiques dans les marchés du transport maritime. Au travers de TMT, il a investi dans un certain nombre de compagnies maritimes régionales et d'entreprises de construction navale.
M. Su voit ses activités commerciales comme un moyen de promotion des entreprises majeures d'Asie, et de participation et d'intégration dans l'économie mondiale et a travaillé à de nouvelles recherches sur la façon dont les entreprises et les dirigeants asiatiques peuvent utiliser des méthodes créatives pour être plus intégrées dans l'économie mondiale.
Su a déclaré qu'il envisage d'étendre le rayonnement des entreprises asiatiques dans d'autres investissements et marchés avec le projet d'investir dans une entreprise de liquéfaction à Sao Tomé-et-Principe pour produire du gaz naturel.

## Philanthropie
M. Su a financé une chaire à l'IMD qui met l'accent sur la recherche de « la manière dont les entreprises et les dirigeants asiatiques peuvent utiliser des méthodes créatives pour être plus intégrées dans l'économie mondiale ». La chaire est intitulée « Professeur Lee de leadership mondial », avec le professeur Katherine Xin comme le premier titulaire de la chaire.